# Ruth Whitaker
Ruth Reed Whitaker (* 13. Dezember 1936 in Blytheville, Arkansas; † 10. November 2014 in Fayetteville, Arkansas) war eine US-amerikanische Politikerin der Republikanischen Partei und von 2001 bis 2013 Senatorin im Senat von Arkansas.
Nach ihrem Abschluss an der Heber Springs High School in Cleburne County besuchte sie das Hendrix College in Conway, Arkansas. Bevor Whitaker Senatorin wurde, war sie Mitglied im Stadtrat von Cedarville und engagierte sich bei den March of Dimes und der American Legion Auxiliary.